# Мирко Братић
Мирко Братић (Невесиње, 1941) је професор и књижевник. Радио и као лектор на Универзитету у Нансију.

## Биографија
Мирко Братић је рођен у Невесињу 1941. године у кући прогнаног косовско-метохијског колонисте. Основно образовање започео је у Грабовици, довршио у Рељеву и Вогошћи. Гимназију и студије југословенске књижевности и француског језика завршио на Филозофском факултету у Сарајеву гдје је и магистрирао у области књижевноисторијских наука. Радио као средњошколски професор у гимназији Мркоњић Град, Илијаш, Сарајево. Радио је и као лектор нашег језика на Универзитету у Нансију. Добар дио радног вијека провео у Републичком заводу за међународну културу и просвјетну сарадњу. Објављивао књижевноисторијске радове у часописима „Путеви”, „Живот”, „Годишњак” (Институт за језик и књижевност у Сарајеву).
Живи у Сарајеву.